# Öjamästaren

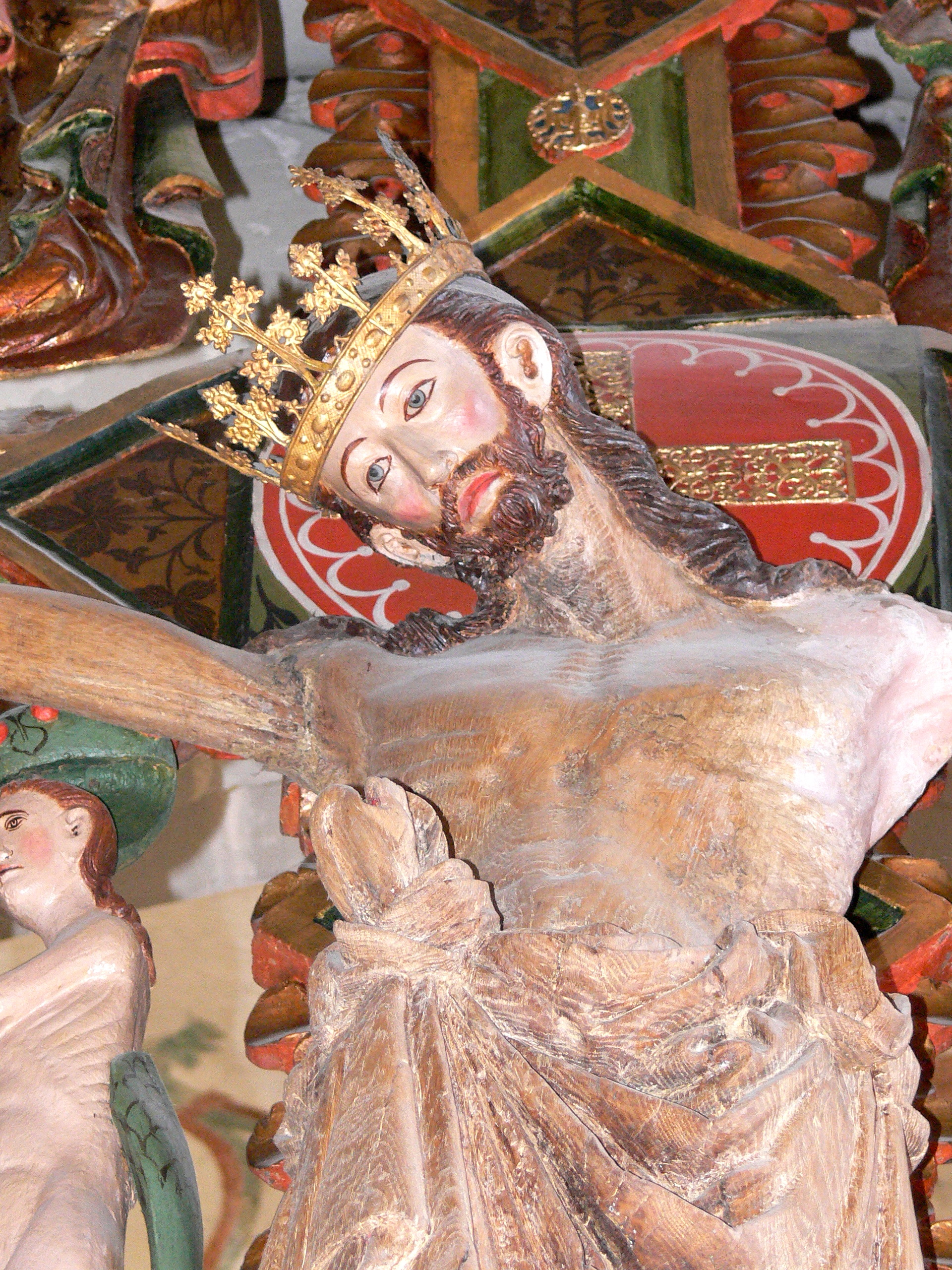
Triumfkrucifixet i Öja kyrka på Gotland.

Öjamästaren är ett anonymnamn för en gotländsk träskulptör, verksam omkring 1270–1300.
Hans namn skapades av Carl Ramsell af Ugglas efter att denne besiktigat det väldiga triumfkrucifixet i Öja kyrka. Öjamästaren knyts även till den mer berömda Öjamadonnan som numera förvaras vid Gotlands fornsal i Visby. En avgjutning av madonnan finns nu vid krucifixet i kyrkan och hon flankeras av en ersättning för den försvunna Johannesstatyn skuren av den gotländske skulptören Bertil Nyström. Triumfkrucifixet som är ett gotiskt arbete från 1200-talets senare hälft är omkring 4½ meter högt och är en central del i den sammanfattande bildsymboliken av det Himmelska och det Jordiska Paradiset. Kristus med gyllene krona flankeras av den sörjande Maria och aposteln Johannes. Korsets ändplattor är prydda med evangelistsymboler. Korset omges av en praktfull ring prydd med snidade ornament. De nedre bildfälten skildrar utdrivandet ur Lustgården och Syndafallet i genombruten relief medan de övre utgörs av bedjande änglar och helgon i sorg. Hela kompositionen är utformat efter en dogmatisk-didaktisk bildspråk som var av central betydelse i det medeltida fromhetslivet. För att förstå betydelsen av Öjamästarens arbete måste man se hur hans Kristusgestalt är skapad,den skiljer sig markant från de Kristusgestalter som en föregående bildhuggare som Tingstäde mästaren och Hejnummästaren skapade. Öjamästaren har använt ett mästerligt träsnideri med en koncentrering av formrikedomen i ländklädet medan den slanka kroppens anatomi är ganska flackt behandlad. Smidigheten och elegansen framhävs även av gestalternas överdrivna längd och slankhet men svickelskulpturerna når inte riktigt upp till Öjamästarens nivå. Man antar att han säkerligen har skissat dessa men att någon av hans medhjälpare har utfört dessa. Som helhet är svicklarna utmärkt skulpterade men vissa detaljer känns som en tallös, oupplöslig massa. På Kristus huvud har man placerat en krona av koppar som är ett sengotiskt arbete av okänd mästare.
Bland Öjamästarens övriga arbeten märks Mater dolorosa som är ett av den nordiska höggotikens yppersta verk av sin art. Bilden är uppbyggd med en gotisk arkitektonik av djupt skurna veck i en mjukt modulerade stigande och fallande rytm som samlas upp under madonnans knäppta händer. Skulpturens färger torde efter en modern restaurering i stort sett återspegla dess ursprungliga skick. Mater dolorosa målades av en konservator på 1880-talet i en mörk chokladbrun oljefärg som avlägsnades i samband med en restaurering 1948. Den medeltida polykromin var vid restaureringen nästan helt borta med undantag av det rosiga ansiktet och det gyllene håret. Färgrester gav dock en ledning för en rekonstruktion av färgsättningen, röd mantel, blågrönt foder, klänning i silver med mönster i blått, svart gulrött. En gipsavgjutning med rekonstruerad färgsättning finns på Gotlands fornsal. Johnny Roosval tillskriver honom även en stående Kristusbild i Visby domkyrka men Carl Ramsell af Ugglas och Henrik Cornell anser att denna skulptur är utförd av någon av Öjamästarens elever. Hans närmaste lärjunge Hamramästaren bildade senare en skola med stor räckvidd som förde Öjamästaren formspråk vidare. En annan elev eller imitatör har i ett förenklat formspråk överfört svickelreliefernas överdrivet slanka figurstil till en krucifixpiedestal i Vallstena kyrka. Några bilder från ett retabel som återfanns vid restaureringen av Alskogs kyrka 1964 visar drag av Öjamästaren formspråk. Även några arbeten på Öland och fastlandet har stilistiska anknytningar till Öjamästaren formspråk. På Kalmar museum finns en steriliserad kopia av Mater dolorosa i Öja kyrka som tidigare var placerad i Algutsrums kyrka och vid Statens historiska museum finns ett triumfkrucifix från Österhaninge kyrka som bär tydliga spår av Öjamästaren. Få medeltida skulpturverk på Gotland har i senare tid nått sådan berömmelse som Öjamästarens – ända till mytbildning. Man har uppfattat Öja kyrkans triumfkrucifixets prakt som osannolik för en gotländsk landskyrka, och att det var ett strandgods avsett för en katedral i Moskva!